# Zimarky
Zimarky este o arie protejată (arie specială de conservare — SAC, sit de importanță comunitară — SCI) din Republica Cehă întinsă pe o suprafață de 3,05 ha, integral pe uscat.

## Localizare
Centrul sitului Zimarky este situat la coordonatele 48°52′32″N 16°53′07″E / 48.875556°N 16.885278°E.

## Înființare
Situl Zimarky a fost declarat sit de importanță comunitară în aprilie 2005 pentru a proteja 1 specie de plante. Situl a fost protejat și ca arie specială de conservare în ianuarie 2013.

## Biodiversitate
Situată în ecoregiunea panonică, aria protejată conține 1 habitat natural: Pajiști stepice panonice pe loess.
La baza desemnării sitului se află o specie protejată de  plante: târtan (Crambe tataria).